# Кожеке Назарулы
Кожеке Назарулы (1828, ныне с. Каркара, Райымбекский район, Алматинская область — 1881, СУАР, КНР)- кюйши-импровизатор.
Происходит из рода албан Старшего жуза.
В творчестве Кожеке сочетались образцы школ кюев Арки, Атыpay и Жетысу. На их основе автор создал оригинальные произведения, отличающиеся особой манерой исполнения. В кюях Кожеке рассказывается о казахах, степи. В 1860 году став очевидцем насильственного присоединения пастбищ Сарыжаз, Текес и Каркара к территории России, сочинил кюй «Шалқайма» («Не зазнавайся»), в котором осудил терпеливую и безвольную политику казахов, биев и волостных в отношении колониального гнета. Подвергался гонениям со стороны царской администрации, в 1869 году вместе с 25 семьями вынужден был переехать в Восточный Туркестан. Однако и там преследовался местными правителями, был заключен в тюрьму и убит. По данным исследователя М.Ханафина, Кожеке сочинил свыше 100 кюев . В 1984 году в городе Урумчи молодежным издательством Синьцзяна опубликовалась книга под названием «Күй толқыны» («Мелодии кюя»), в которую вошли свыше 90 кюев Кожеке .